# Siddharth (film, 2013)
Pour les articles homonymes, voir Siddharth (homonymie).
Pour plus de détails, voir Fiche technique et Distribution.
Siddarth est un film indo-canadien, écrit et réalisé par Richie Mehta et sorti en 2013,,.

## Synopsis
Mahendra est un « chain-wallah », un réparateur ambulant de fermetures éclair : il parcourt les rues de Delhi avec un haut-parleur et son nécessaire à réparations, proposant ses services à qui le veut. Ce travailleur infatigable est marié à Suman et père de famille : un fils de douze ans, Siddharth, passionné de cricket, et une fille cadette, Ranjit. Mais cette famille est très pauvre. Quand une occasion se présente, le fils est envoyé travailler à Ludhiana au Penjab. Il est censé être de retour un mois plus tard, pour la fête des lumières, Diwali. Mais le moment venu, Siddharth ne se présente pas, et l'inquiétude grandit dans la petite famille qui part à sa recherche.

## Fiche technique
Sauf indication contraire, les informations mentionnées dans cette section peuvent être confirmées par la base de données cinématographiques IMDb,  présente dans la section « Liens externes ».
- Titre original : Siddharth
- Réalisation : Richie Mehta
- Scénario : Richie Mehta
- Direction artistique : Avani Batra
- Décors : Aparna Kapur
- Costumes : Nalini Joshi
- Musique : Andrew Lockington
- Montage : Stuart A. McIntyre, Richie Mehta
- Photographie : Bob Gundu
- Production : Richie Mehta, David Miller, Steven N. Bray
- Sociétés de production: A71 Productions, Poor Man's Productions Ltd.
- Sociétés de distribution : ASC Distribution
- Pays d'origine :  Canada,  Inde
- Langue : Hindi
- Format : Couleurs - 35 mm - 1,78 : 1
- Genre : Drame
- Durée : 96 minutes
- Dates de sorties en salles : 
  -  Canada : 7 septembre 2013
  -  France : 27 août 2014

## Distribution
- Rajesh Tailang (en) : Mahendra Saini, le père
- Tannishtha Chatterjee (en) : Suman Saini, la mère
- Khushi Mathur : Pinky Saini, la fille
- Shobha Sharma Jassi : Meena Gahlot, la sœur de Suman
- Anurag Arora : Ranjit Gahlot, l'époux de Meena
- Amitabh Srivasta : Om Prakash, le patron
- Geeta Agrawal Sharma : Roshni
- Mukesh Chhabra (en) : Mukesh-Bhai
- Irfan Khan : Siddharth / le Chai Kid / l'enfant de Kamathipura

## Distinctions
| Date                            | Distinction                                 | Catégorie                      | Nom                                     | Résultat   |
| ------------------------------- | ------------------------------------------- | ------------------------------ | --------------------------------------- | ---------- |
| 28 août au 7 septembre 2013     | Mostra de Venise                            | Prix FEDEORA                   | Richie Mehta                            | Nomination |
| 9 mars 2004                     | Prix Écrans canadiens                       | Meilleur acteur                | Rajesh Tailang                          | Nomination |
| 9 mars 2004                     | Prix Écrans canadiens                       | Meilleur scénario original     | Richie Mehta                            | Nomination |
| 9 mars 2004                     | Prix Écrans canadiens                       | Meilleur son d'ensemble        | Lalit Malik, Joe Morrow, Lou Solakofski | Nomination |
| 24 mars au 7 avril 2014         | Festival international du film de Hong Kong | Prix SIGNIS                    | Richie Mehta                            | Lauréat    |
| 29 mars au 5 avril 2014         | Festival international de films de Fribourg | Grand prix                     | Richie Mehta                            | Nomination |
| 16 au 23 avril 2014             | Festival international du film de Pékin     | Prix Tiantian du meilleur film | Siddharth                               | Lauréat    |
| 23 octobre au 1er novembre 2014 | Festival international du film d'Abu Dhabi  | Grand prix de la Perle noire   | Richie Mehta                            | Nomination |